# الخماسي الحديث

رسم يرمز لمنافسات الخماسي الحديث

الخماسي الحديث أو (بعدة لغات: Penathlon، نقحرة: بنتاثلون) هي رياضة مركبة تتكون من 5 ألعاب يمارسها لاعب واحد ويؤديها في يوم واحد وهي من أقدم الألعاب الأولمبية. و«الخماسي» هي الرماية وسلاح سيف المبارزة والسباحة والفروسية واختراق الضاحية (العدو الريفي). ينال المشترك نقاطا معينة وفقاً للنتيجة التي يحققها في كل مسابقة ويتم ترتيب اللاعبين بحسب ما يحصلون عليه من نقاط.

## المسابقة
تتضمن المسابقة:

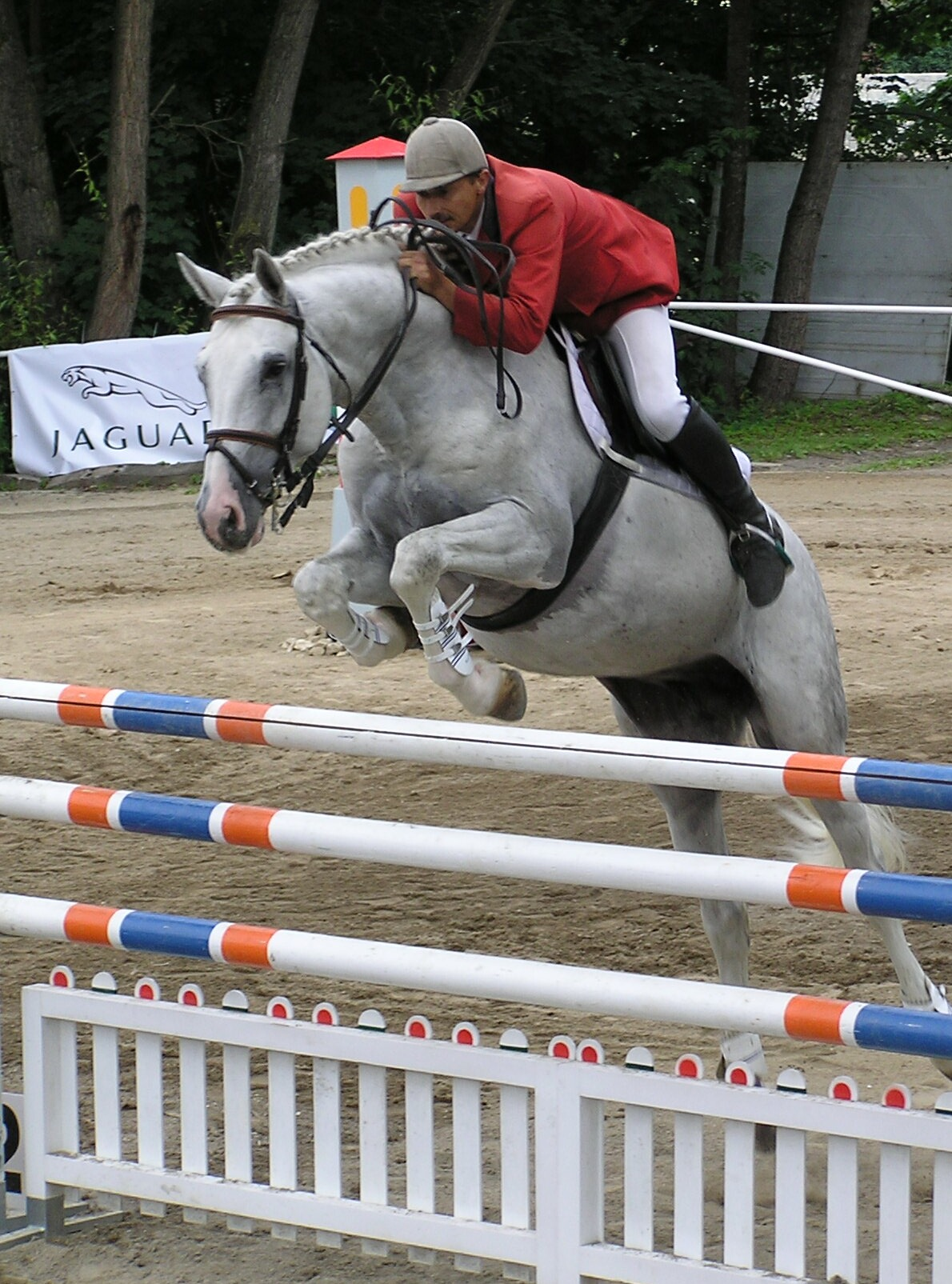

- الرماية بطبنجة ضغط هواء على مسافة 10 أمتار [3] وتتألف من أربع جولات، يطلق المتنافس خمس طلقات في كل جولة.[4]
- منافسة في سلاح سيف المبارزة في مجموعة واحدة مدة المنافسة ثلاث دقائق فقط.[4]
- السباحة الحرة لمسافة 200 متر.[3]
- الفروسية وقفز السدود والتي تتم بحصان غير مألوف لدى الفارس وتقدمه اللجنة المنظمة ويجب أن تكون الخيول قريبة في المستوى ويجري نوع من الاقتراع لتخصيص حصان لكل فارس ثم يتاح له ثلث ساعة يقفز فيها 5 قفزات في التسخين ثم يقفز على الكرسي الذي يتكون من 12 سدا و15 قفزة عبر سد ثنائي مركب وسد ثلاثي مركب.[2]
- اختراق الضاحية لمسافة 3 آلاف متر.[3]

## تاريخ اللعبة

### قديما
يعود الخماسي الحديث، إلى ما قبل الميلاد، وقد مارسه اليونانيون القدماء، وأدخلوه جدول الألعاب الأولمبية القديمة التي كانوا يحيونها على شرف الآلهة. وتضمن الخماسي أيام الإغريق الجري في طول الاستاد والقفز ورمي الرمح والقرص والمصارعة، وأدخل الأولمبياد القديم لأول مرة في نسخته الثامنة عشرة عام 708 ق.م.
وهناك قول مأثور للفيلسوف الإغريقى أرسطو مفاده «أن الرجال الرياضيين الأكثر روعة هم المبدعون في المسابقات الخماسية، لأنهم يجمعون القوة والسرعة والتناسق الجسماني».

### العصر الحديث

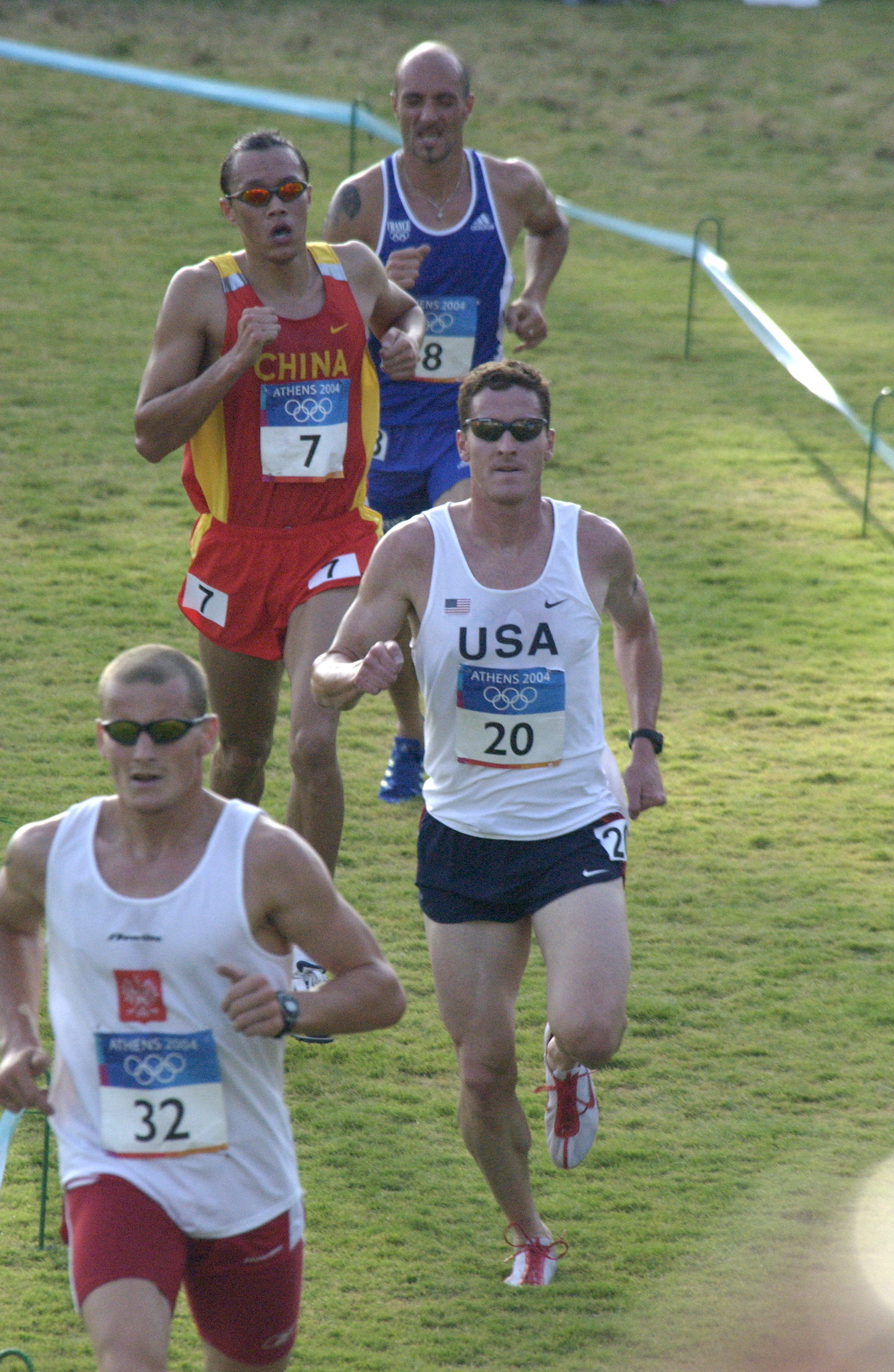

وفي العصر الحديث ابتكرها مؤسس الألعاب الأولمبية الحديثة الفرنسي بيير دي كوبيرتان سنة 1912 في دورة الألعاب الأولمبية باستكهولم 1912 الذي استلهم فكرته من الخماسي الذي كان يمارسه قدامى اليونان لتشجيع ممارسة أكثر من لعبة رياضية. أما الاتحاد الدولي للألعاب الخماسية الحديثة فيقول: «إن فكرة اختيار خمس ألعاب مختلفة ومتنوعة تشكل بمجموعها الخماسي الحديث، قد برزت من فكرة أساسية تستند إلى إحساس جياش ومغامرة قاسية لضابط ارتباط عسكري سقط من ظهر جواده في أرض العدو، لكنه دافع عن نفسه ببسالة مستخدما مسدسه وسيفه، ثم سبح وعبر نهرا هائجا، ثم سار على قدميه ونجح في إيصال رسالة كان يحملها لمسئوليه.»
تأسس الاتحاد الدولي للخماسي الحديث عام 1967, وكان اسمه في ذلك التاريخ الاتحاد الدولي للخماسي الحديث والبينتاثلون حتى عام 1993، حين استقلت لبينتاثلون باتحاد خاص تحت مسمى الاتحاد الدولي للبينتاثلون.

### أوليمبيا
دخل الخماسي الحديث الجدول الأولمبي لأول مرة في أولمبياد ستوكهولم 1912 ومنذ ذلك الحين لم تغب الخماسي الحديث عن أي من الدورات التالية، وفي فترة من الفترات أدرجت مسابقة الخماسي الحديث للفرق بدءاً من دورة هلسنكي 1952، وحتى دورة برشلونة 1992 ضمنًا.
و تأخرت مشاركة السيدات في هذه الرياضة كثيراً وسجلت لأول مرة في أولمبياد سيدني 2000.
و تعتبر المجر والسويد في طليعة الدول المميزة في هذه الرياضة، ولكلاهما تسع ذهبيات أولمبية بالإضافة للفضيات والبرونزيات، ثم يأتي الاتحاد السوفيتي بخمس ذهبيات.